# مايك باركر بيرسون
مايك باركر بيرسون (بالإنجليزية: Mike Parker Pearson)‏ هو مؤرخ الفن بريطاني، ولد في 1957.